# أولاد الطويل (أولاد اشعب الزورك)
أولاد الطويل هو دُوَّار يقع بجماعة بني كيل، إقليم فكيك، جهة الشرق في المملكة المغربية. ينتمي الدوّار لمشيخة أولاد اشعب الزورك التي تضم 3 دواوير. يقدر عدد سكانه بـ 167 نسمة حسب الإحصاء الرسمي للسكان والسكنى لسنة 2004.

## روابط خارجية
- البوابة الوطنية للجماعات الترابية
- المندوبية السامية للتخطيط